# Azerat
Ne doit pas être confondu avec Azérat.
Azerat [azʁa] est une commune française située dans le département de la Dordogne, en région Nouvelle-Aquitaine.

## Géographie

### Généralités
La commune d'Azerat est située dans l'est du département de la Dordogne, en Périgord noir.
Le bourg d'Azerat, traversé par la route départementale 6089, se situe, en distances orthodromiques, quatre kilomètres à l'est-nord-est de Thenon et huit kilomètres à l'ouest-nord-ouest du Lardin-Saint-Lazare. Trois kilomètres plus à l'est, sur la commune de La Bachellerie, se situe l'échangeur no 17 de l'autoroute A89 (axe Bordeaux - Lyon) qui traverse le territoire communal sur quatre kilomètres, d'ouest en est.
La commune est également desservie par la route départementale 67 au nord-ouest.
La commune est traversée par la ligne ferroviaire Périgueux-Brive. Les gares ouvertes les plus proches du bourg sont celles de Thenon et de Condat - Le Lardin situées respectivement par la route à 7 km à l'ouest-nord-ouest et 9 km à l'est-sud-est.

### Communes limitrophes
Azerat est limitrophe de six autres communes. Au nord, le territoire de Granges-d'Ans n'est éloigné que de 400 mètres.
| Sainte-Orse |                    | Saint-Rabier   |
| Ajat        | Azerat             |                |
| Thenon      | Auriac-du-Périgord | La Bachellerie |

### Géologie et relief

#### Géologie
Situé sur la plaque nord du Bassin aquitain et bordé à son extrémité nord-est par une frange du Massif central, le département de la Dordogne présente une grande diversité géologique. Les terrains sont disposés en profondeur en strates régulières, témoins d'une sédimentation sur cette ancienne plate-forme marine. Le département peut ainsi être découpé sur le plan géologique en quatre gradins différenciés selon leur âge géologique. Azerat est située dans le deuxième gradin à partir du nord-est, un plateau formé de roches calcaires très dures du Jurassique que la mer a déposées par sédimentation chimique carbonatée, en bancs épais et massifs.
Les couches affleurantes sur le territoire communal sont constituées de formations superficielles du Quaternaire et de roches sédimentaires datant pour certaines du Cénozoïque, et pour d'autres du Mésozoïque. La formation la plus ancienne, notée l1-2b, date de l'Hettangien supérieur au Sinémurien, composée de calcaires dolomitiques à la base puis calcaires graveleux bioclastiques et oolithiques. La formation la plus récente, notée CFvs, fait partie des formations superficielles de type colluvions carbonatées de vallons secs : sable limoneux à débris calcaires et argile sableuse à débris. Le descriptif de ces couches est détaillé dans  les feuilles « no 760 - Juillac » et « no 784 - Terrasson » de la carte géologique au 1/50 000, et leurs notices associées,.

Carte géologique d'Azerat.

#### Relief et paysages
Le département de la Dordogne se présente comme un vaste plateau incliné du nord-est (491 m, à la forêt de Vieillecour dans le Nontronnais, à Saint-Pierre-de-Frugie) au sud-ouest (2 m à Lamothe-Montravel). L'altitude du territoire communal varie quant à elle entre 128 m à l'est, là où le Cern quitte la commune pour entrer sur celle de La Bachellerie, en amont du lieu-dit le Moulin du Jarry, et 317 m à l'extrême nord-est, près du lieu-dit la Queyrelie,.
Dans le cadre de la Convention européenne du paysage entrée en vigueur en France le 1er juillet 2006, renforcée par la loi du 8 août 2016 pour la reconquête de la biodiversité, de la nature et des paysages, un atlas des paysages de la Dordogne a été élaboré sous maîtrise d’ouvrage de l’État et publié en octobre 2020. Les paysages du département s'organisent en huit unités paysagères et 14 sous-unités. La commune fait partie du Périgord central, un paysage vallonné, aux horizons limités par de nombreux bois, plus ou moins denses, parsemés de prairies et de petits champs.
La superficie cadastrale de la commune publiée par l'Insee, qui sert de référence dans toutes les statistiques, est de 20,05 km2,,. La superficie géographique, issue de la BD Topo, composante du Référentiel à grande échelle produit par l'IGN, est quant à elle de 20,58 km2.

### Hydrographie

#### Réseau hydrographique
La commune est située dans le bassin de la Dordogne au sein du Bassin Adour-Garonne. Elle est drainée par le Cern et par son affluent le Douzillet, qui constituent un réseau hydrographique de 8 km de longueur totale,.
Le Cern (également appelé Douime dans sa partie amont), d'une longueur totale de 13,64 km, prend sa source dans le nord du territoire communal et se jette dans la Vézère en rive droite au Lardin-Saint-Lazare, face à la commune de Condat-sur-Vézère,. Il traverse la commune du nord à l'est sur plus de quatre kilomètres et demi.
Son affluent de rive droite le Douzillet prend sa source dans le sud-ouest du territoire communal qu'il arrose sur plus d'un kilomètre et demi avant de rejoindre le Cern à l'ouest du bourg.
Une importante crue du Cern a eu lieu le 25 mai 2008 : après des pluies diluviennes, l'eau dévalant des collines a fait déborder le cours d'eau et a coupé la route départementale 6089 à Azerat et inondé les parties basses du bourg, montant à près de deux mètres par endroits. Une trentaine de maisons y ont été sinistrées. À l'époque, de tels débordements ne s'étaient pas vus depuis 1963.

Réseaux hydrographique et routier d'Azerat.
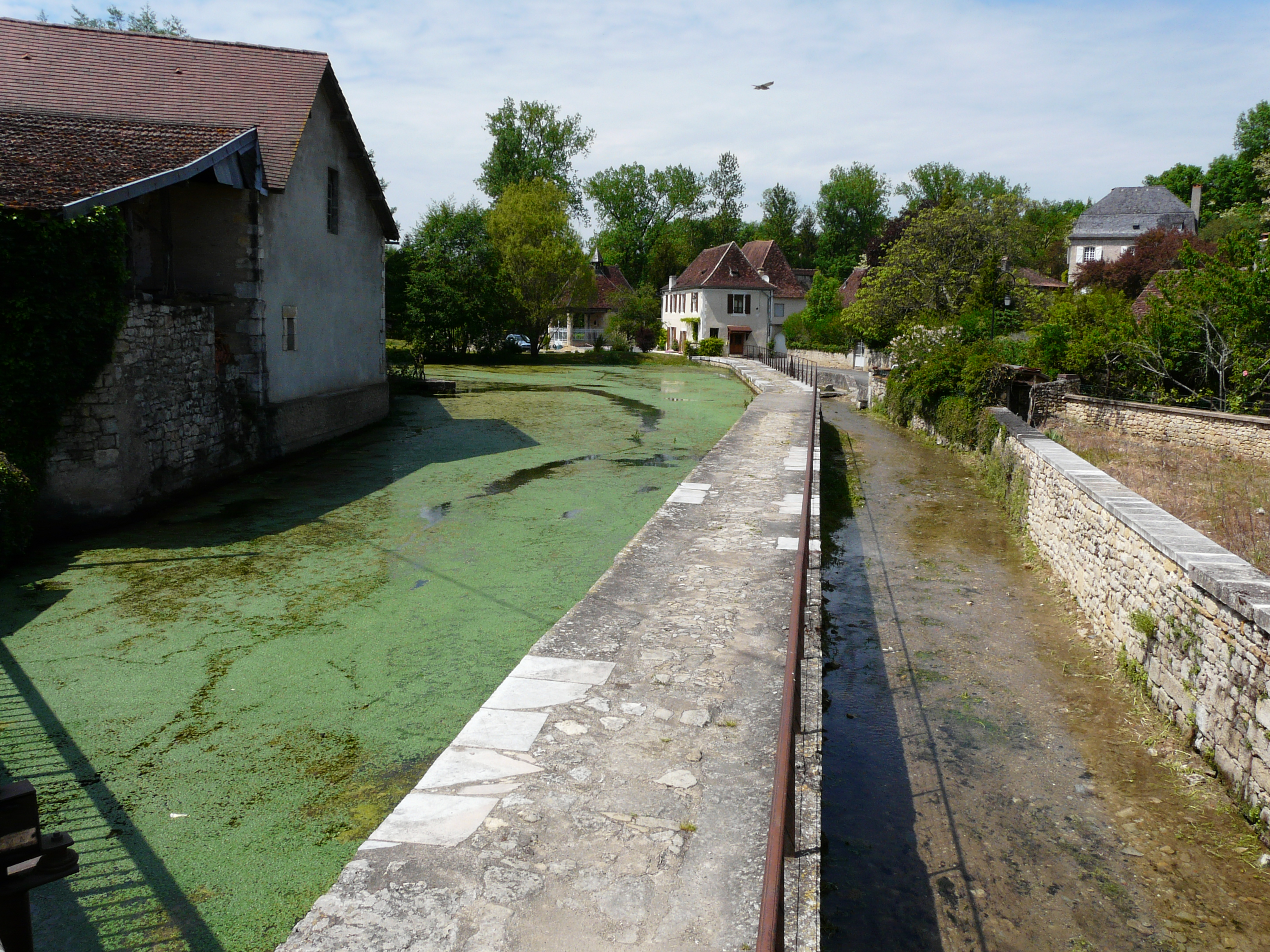
Le Cern s'écoule (sur la droite) en contrebas d'une retenue d'eau qui alimentait un moulin à eau dans le bourg d'Azerat.
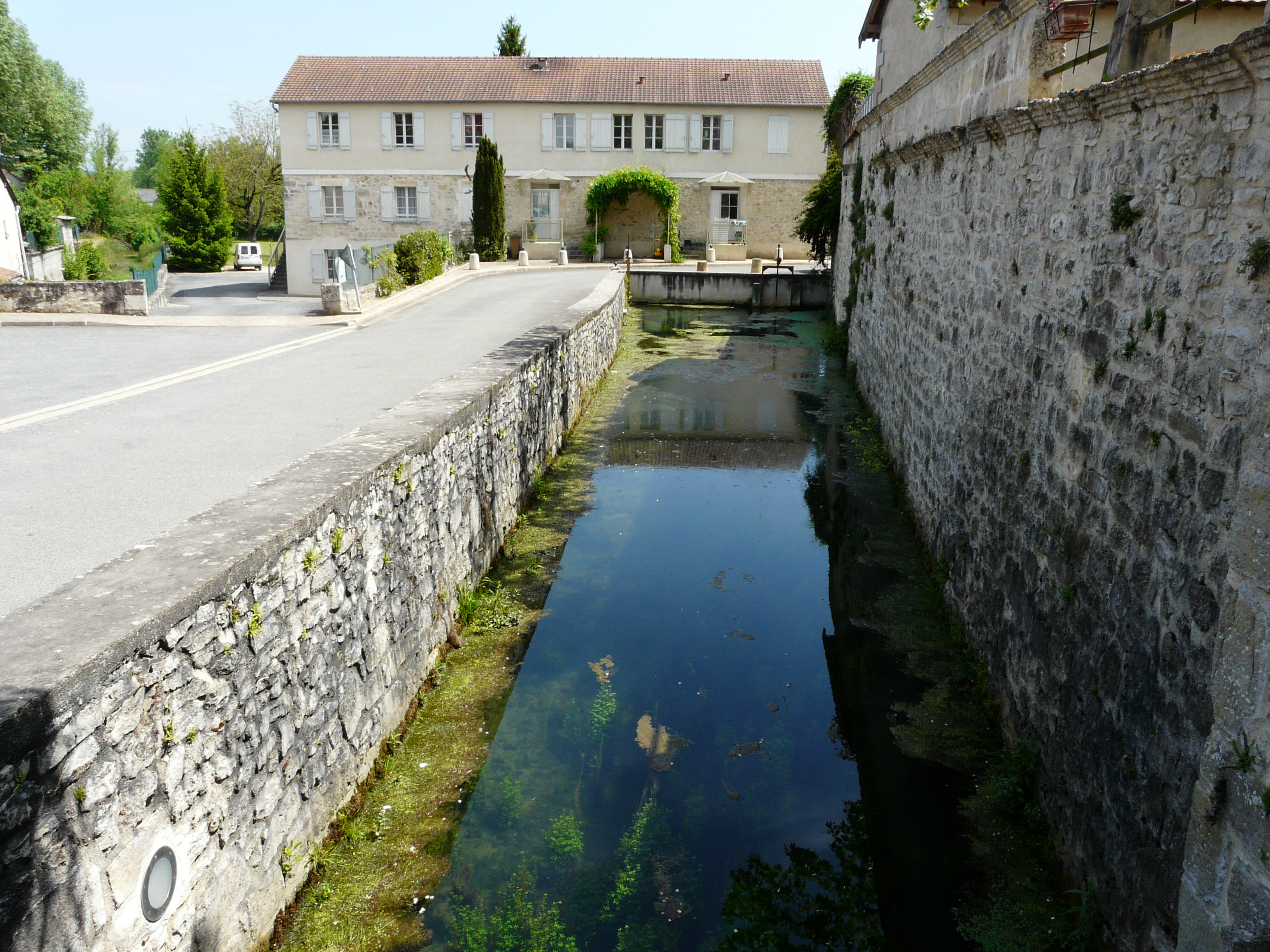
Retenue du Cern dans le bourg d'Azerat.
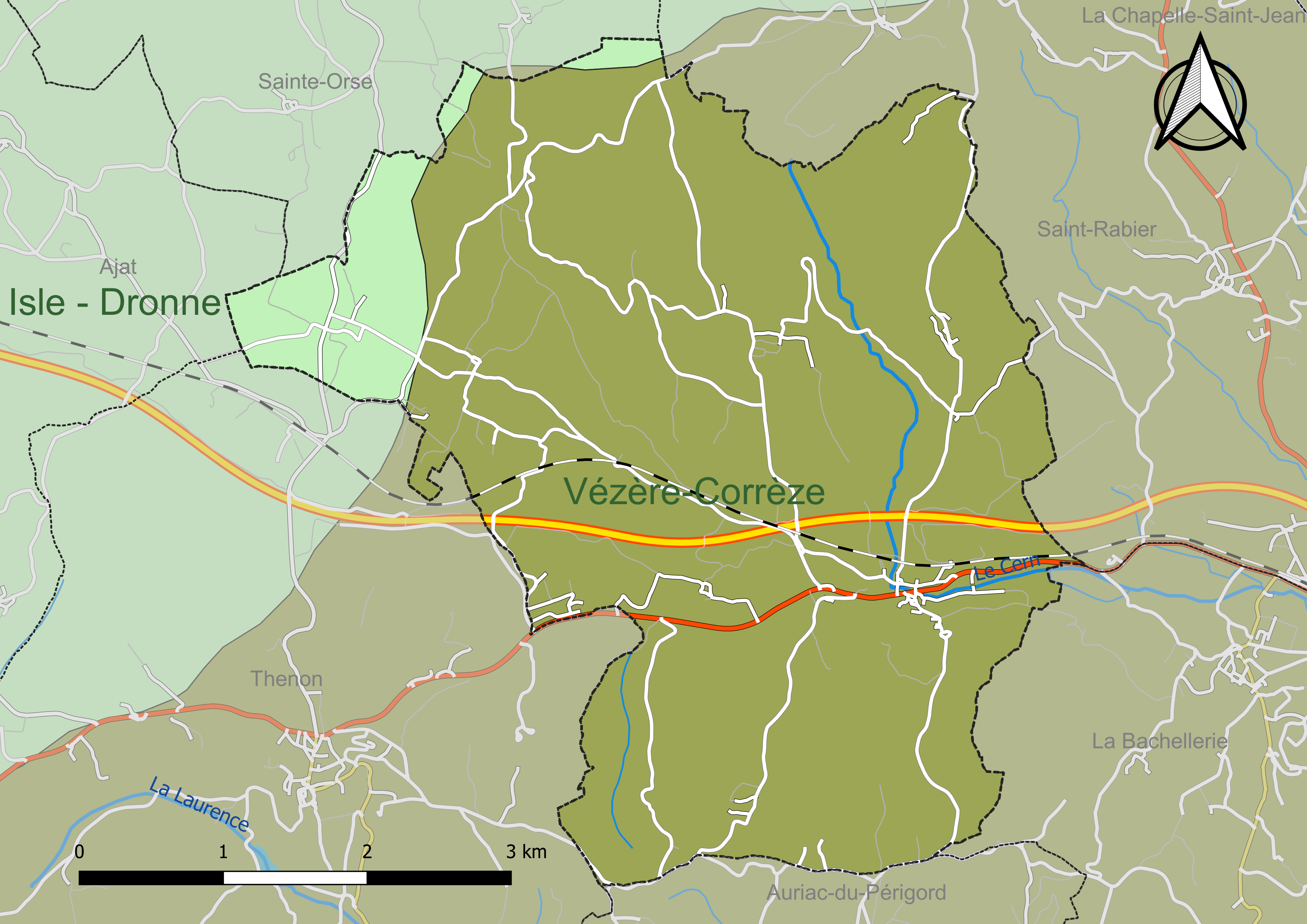
Carte des schémas d'aménagement et de gestion des eaux (SAGE) couvrant le territoire communal d'Azerat.

#### Gestion et qualité des eaux
Le territoire communal est couvert par les schémas d'aménagement et de gestion des eaux (SAGE) « Isle - Dronne » et « Vézère-Corrèze ». Le SAGE « Isle - Dronne », dont le territoire regroupe les bassins versants de l'Isle et de la Dronne, d'une superficie de 7 500 km2, a été approuvé le 2 août 2021. La structure porteuse de l'élaboration et de la mise en œuvre est l'établissement public territorial de bassin de la Dordogne (EPIDOR). Le SAGE « Vézère-Corrèze », dont le territoire regroupe les bassins versants de la Vézère et de la Corrèze, d'une superficie de 3 730 km2 est en cours d'élaboration. La structure porteuse de l'élaboration et de la mise en œuvre est le conseil départemental de la Corrèze. Ils définissent chacun sur leur territoire les objectifs généraux d’utilisation, de mise en valeur et de protection quantitative et qualitative des ressources en eau superficielle et souterraine, en respect des objectifs de qualité définis dans le troisième SDAGE  du Bassin Adour-Garonne qui couvre la période 2022-2027, approuvé le 10 mars 2022.
Seule une portion d'environ 10 % du territoire communal située au nord-ouest et comprenant les lieux-dits Combe Boucher, la Fondenaud, Grézous et Laubaro, concerne le SAGE Isle - Dronne. Le reste du territoire est rattaché au SAGE Vézère-Corrèze.
La qualité des eaux de baignade et des cours d’eau peut être consultée sur un site dédié géré par les agences de l’eau et l’Agence française pour la biodiversité.

### Climat
Pour des articles plus généraux, voir Climat de la Nouvelle-Aquitaine et Climat de la Dordogne.
Historiquement, la commune est exposée à un climat océanique aquitain.  
En 2020, Météo-France publie une typologie des climats de la France métropolitaine dans laquelle la commune est exposée à un climat océanique altéré et est dans la région climatique Ouest et nord-ouest du Massif Central, caractérisée par une pluviométrie annuelle de 900 à 1 500 mm, maximale en automne et en hiver.
Pour la période 1971-2000, la température annuelle moyenne est de 12,3 °C, avec  une amplitude thermique annuelle de 15 °C. Le cumul annuel moyen de précipitations est de 928 mm, avec 11,9 jours de précipitations en janvier et 7,2 jours en juillet. Pour la période 1991-2020, la température moyenne annuelle observée sur la station météorologique la plus proche, située sur la commune de Thenon à 4 km à vol d'oiseau, est de 12,9 °C et le cumul annuel moyen de précipitations est de 907,1 mm,. Pour l'avenir, les paramètres climatiques de la commune estimés pour 2050 selon différents scénarios d’émission de gaz à effet de serre sont consultables sur un site dédié publié par Météo-France en novembre 2022.

### Milieux naturels et biodiversité

#### Espaces protégés
La protection réglementaire est le mode d'intervention le plus fort pour préserver des espaces naturels remarquables et leur biodiversité associée,.
La commune fait partie du bassin de la Dordogne, un territoire d'une superficie de 24 000 km2 reconnu réserve de biosphère par l'UNESCO en juillet 2012 et se situe dans sa « zone de transition ».

#### Réseau Natura 2000

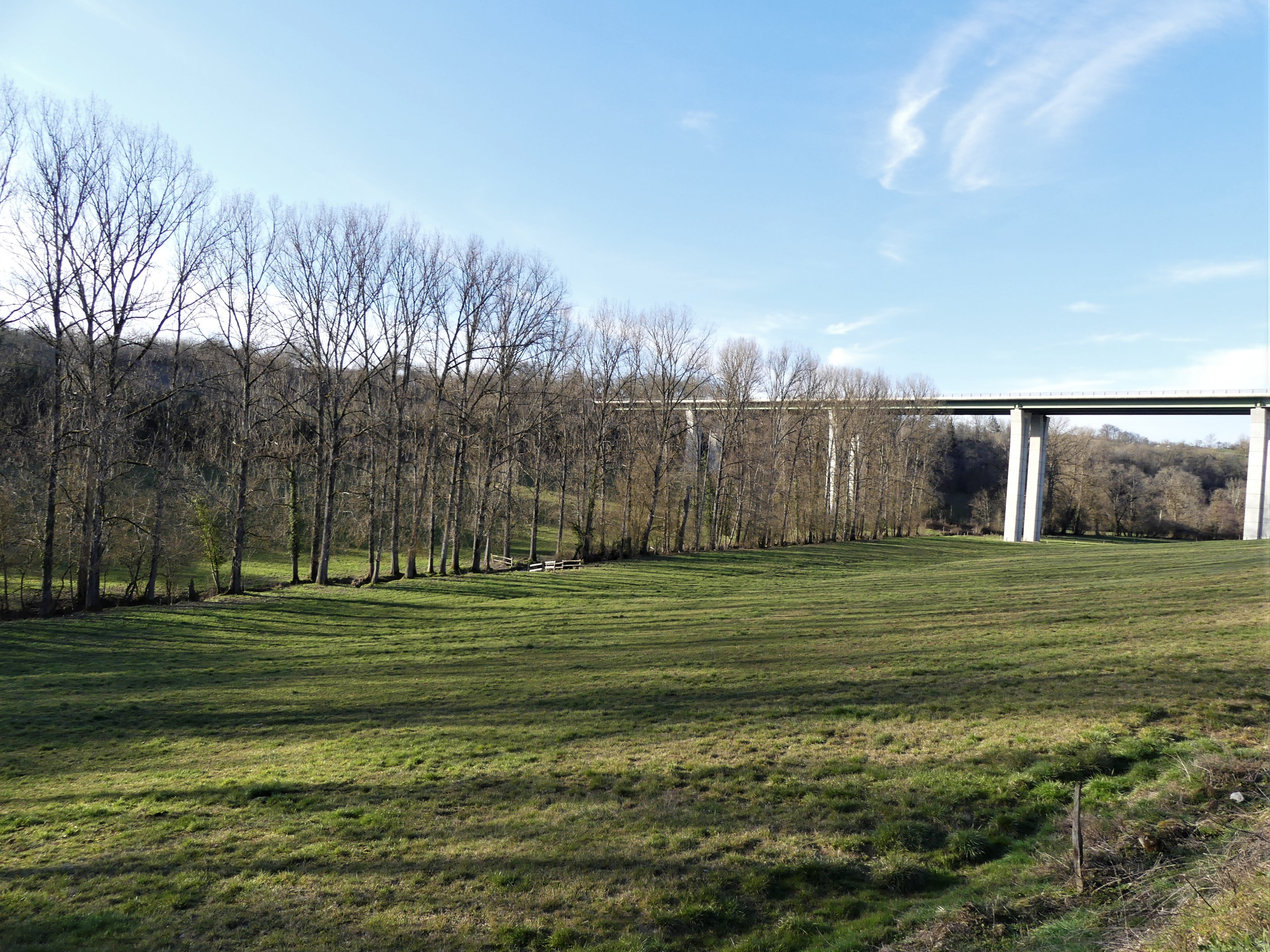
Le viaduc du Douime vu depuis le sud. Ce lieu fait partie du site « grottes d'Azerat », la zone spéciale de conservation du réseau Natura 2000.

Le réseau Natura 2000 est un réseau écologique européen de sites naturels d'intérêt écologique élaboré à partir des directives habitats et oiseaux, constitué de zones spéciales de conservation (ZSC) et de zones de protection spéciale (ZPS).
Un site Natura 2000 a été défini sur la commune.
Le site « grottes d'Azerat » est une zone spéciale de conservation qui s'étend sur 463 hectares du bassin versant d'un affluent de la Vézère : le Cern, également appelé Douime dans sa partie amont ; ce site est situé à 80 % sur le territoire d'Azerat (au sud), le reste, au nord, étant sur celui de Saint-Rabier.
Ce site est remarquable par la présence de sept espèces de chauves-souris inscrites à l'annexe II de la directive habitats : le Grand Murin (Myotis myotis), le Grand Rhinolophe (Rhinolophus ferrumequinum), le Minioptère de Schreibers (Miniopterus schreibersii), le Murin à oreilles échancrées (Myotis emarginatus), le Petit Murin (Myotis blythii), le Petit Rhinolophe (Rhinolophus hipposideros) et le Rhinolophe euryale (Rhinolophus euryale).
Des concentrations importantes de Grands Murins et de Minioptères de Schreibers y ont été remarquées.

#### Zones naturelles d'intérêt écologique, faunistique et floristique

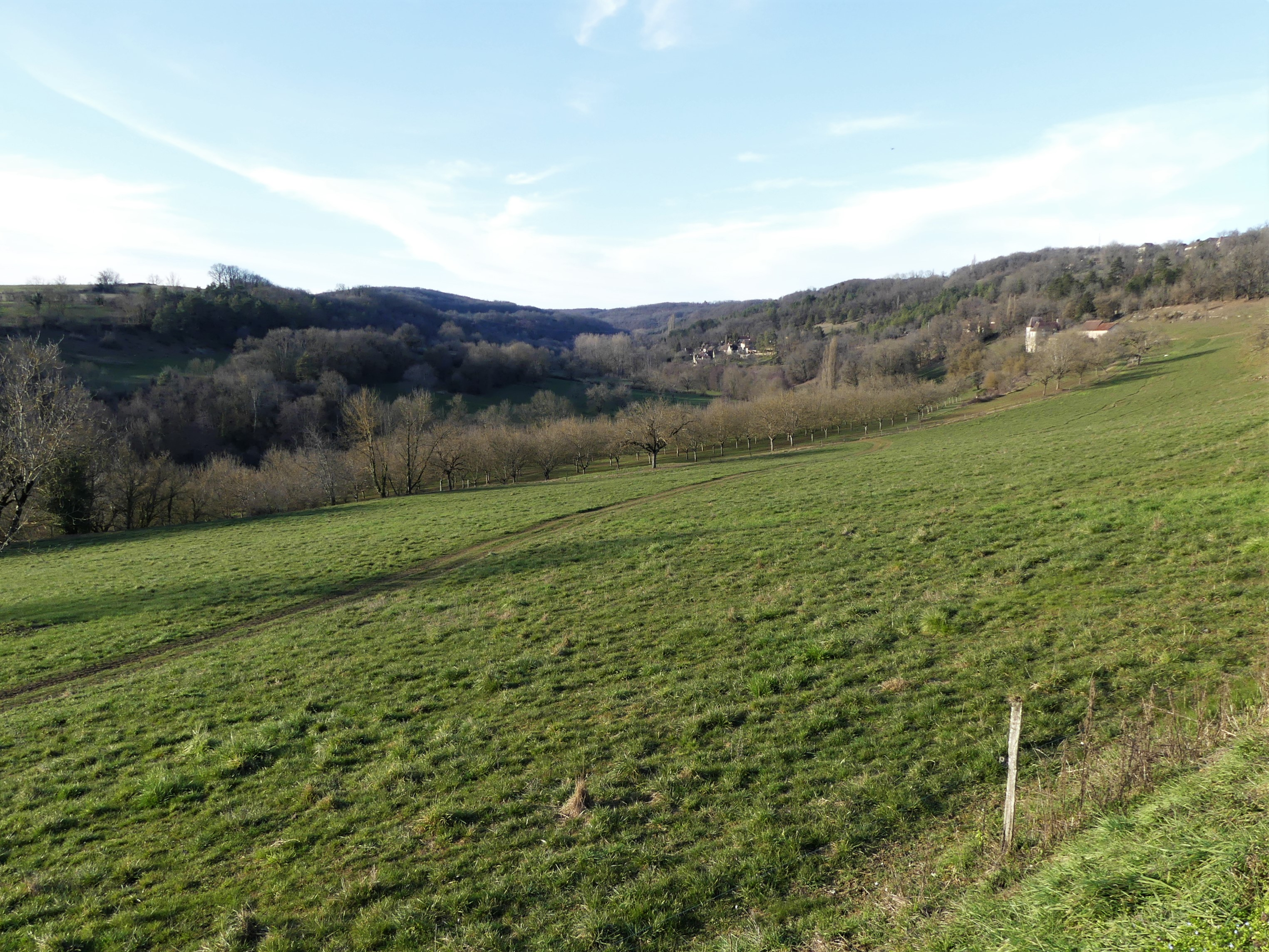
Vue sur les lieux-dits Lacoste et la Vigerie depuis le sud-est. Ce lieu fait partie du site « grottes d'Azerat », qui est à la fois une zone spéciale de conservation du réseau Natura 2000 et une ZNIEFF.

L'inventaire des zones naturelles d'intérêt écologique, faunistique et floristique (ZNIEFF) a pour objectif de réaliser une couverture des zones les plus intéressantes sur le plan écologique, essentiellement dans la perspective d'améliorer la connaissance du patrimoine naturel national et de fournir aux différents décideurs un outil d'aide à la prise en compte de l'environnement dans l'aménagement du territoire.
En 2023, une ZNIEFF est recensée sur la commune d'après l'INPN.
Le site « grottes d'Azerat » est une ZNIEFF de type 1 qui s'étend sur 453 hectares du bassin versant du Cern, également appelé Douime dans sa partie amont ; ce site est situé à 79 % sur le territoire d'Azerat (au sud), le reste, au nord, étant sur celui de Saint-Rabier. Son emprise est plus petite d'une dizaine d’hectares que celle de la zone Natura 2000 homonyme, cette dernière s'étendant au sud du viaduc du Douime de l'autoroute A89 jusqu'à la ligne ferroviaire Périgueux-Brive. Considérée comme « site d'intérêt international pour le grand murin en période de reproduction et le minioptère de Schreibers en transit », cette ZNIEFF se compose d'un réseau de grottes et de territoires potentiels de chasse pour les chauves-souris comportant des prairies ou des vergers.
Quatre espèces déterminantes de chauves-souris y ont été répertoriées entre 1996 et 2004 : le Grand Murin, le Grand Rhinolophe, le Minioptère de Schreibers et le Rhinolophe euryale.
Sur la même période, trois autres espèces (non déterminantes) de chauves-souris y ont été recensées (le Murin à oreilles échancrées, le Petit Murin et le Petit Rhinolophe), ainsi que deux de plantes phanérogames en 1990 et 2014 : le Chêne pédonculé (Quercus robur) et le Chêne pubescent (Quercus pubescens).

## Urbanisme

### Typologie
Au 1er janvier 2024, Azerat est catégorisée commune rurale à habitat très dispersé, selon la nouvelle grille communale de densité à 7 niveaux définie par l'Insee en 2022.
Elle est située hors unité urbaine et hors attraction des villes,.

### Occupation des sols
L'occupation des sols de la commune, telle qu'elle ressort de la base de données européenne d’occupation biophysique des sols Corine Land Cover (CLC), est marquée par l'importance des territoires agricoles (62,7 % en 2018), en diminution par rapport à 1990 (63,8 %). La répartition détaillée en 2018 est la suivante : 
forêts (35,9 %), prairies (30,6 %), zones agricoles hétérogènes (23,9 %), cultures permanentes (8,2 %), zones urbanisées (1,3 %). L'évolution de l’occupation des sols de la commune et de ses infrastructures peut être observée sur les différentes représentations cartographiques du territoire : la carte de Cassini (XVIIIe siècle), la carte d'état-major (1820-1866) et les cartes ou photos aériennes de l'IGN pour la période actuelle (1950 à aujourd'hui).

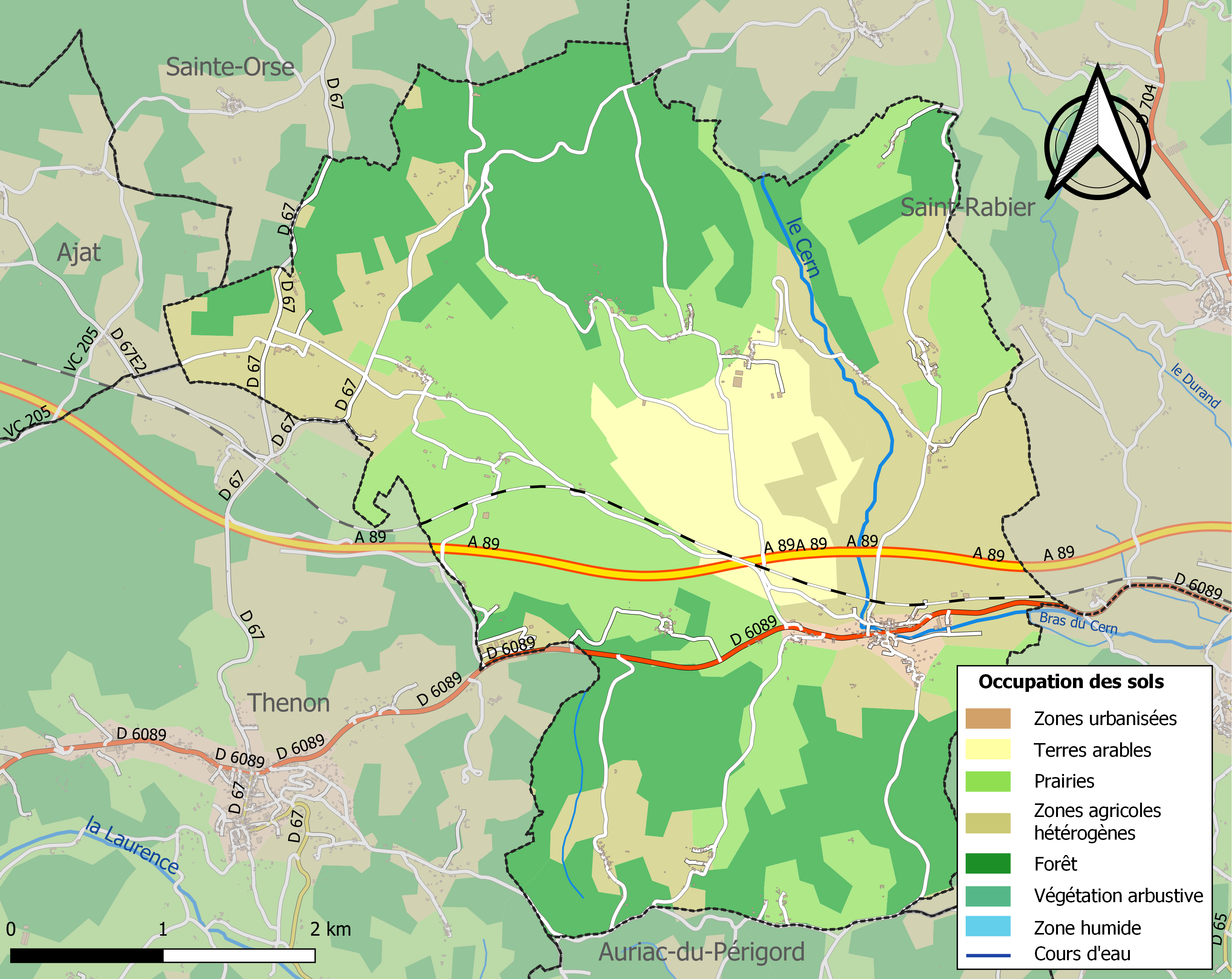
Carte des infrastructures et de l'occupation des sols de la commune en 2018 (CLC).

### Villages, hameaux et lieux-dits
Outre le bourg d'Azerat proprement dit, le territoire se compose d'autres villages ou hameaux, ainsi que de lieux-dits :
- la Barboissie
- les Champagnes
- Chaumond
- le Chauze
- Chavagnac
- la Chênaie
- la Chènevière
- Chez Péron
- le Clauzel
- Combe Boucher
- Combe Redon
- les Combes
- la Contarie
- les Escures
- Fond de Boulaud
- la Fondelnaud
- la Garme
- le Gît
- la Grèze
- Grézous
- Labouret
- Lacoste
- Lastours
- Laubaro
- Linard
- Malencontre
- le Mas
- le Moulin du Douime
- Nineyrolle
- Paley
- la Peyre
- la Plansonnie
- le Poirier
- le Puy
- la Queyrelie
- le Rascle
- les Rebières
- Roule-Dîner
- Rousset
- Servolle
- les Sicardies
- le Souchou
- Sur le Roc
- la Terrière
- le Tuquet
- le Var
- Veyre
- Viaduc du Douime
- la Vigerie.

### Prévention des risques
Le territoire de la commune d'Azerat est vulnérable à différents aléas naturels : météorologiques (tempête, orage, neige, grand froid, canicule ou sécheresse), inondations, feux de forêts, mouvements de terrains et séisme (sismicité très faible). Il est également exposé à un risque technologique, le transport de matières dangereuses. Un site publié par le BRGM permet d'évaluer simplement et rapidement les risques d'un bien localisé soit par son adresse soit par le numéro de sa parcelle.

#### Risques naturels

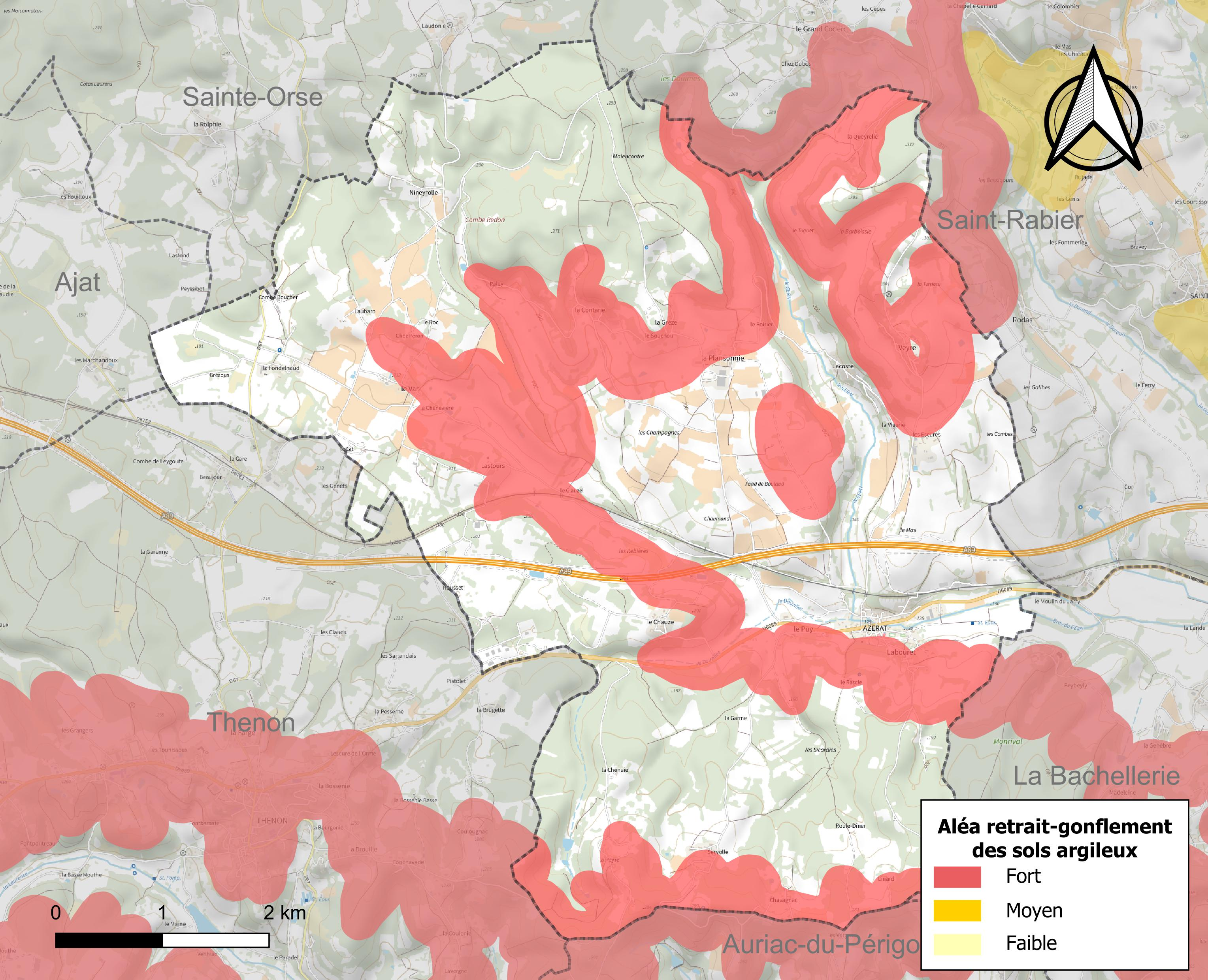
Carte des zones d'aléa retrait-gonflement des sols argileux d'Azerat.

Certaines parties du territoire communal sont susceptibles d’être affectées par le risque d’inondation par débordement de cours d'eau, notamment le Cern. La commune a été reconnue en état de catastrophe naturelle au titre des dommages causés par les inondations et coulées de boue survenues en 1982, 1983, 1999 et 2008,.
Un plan de prévention du risque inondation (PPRI) a été approuvé en 2020 pour le Cern et ses rives impactant notamment le bourg d'Azerat,.
Azerat est exposée au risque de feu de forêt. L’arrêté préfectoral du 14 mars 2013 fixe les conditions de pratique des incinérations et de brûlage dans un objectif de réduire le risque de départs d’incendie. À ce titre, des périodes sont déterminées : interdiction totale du 15 février au 15 mai et du 15 juin au 15 octobre, utilisation réglementée du 16 mai au 14 juin et du 16 octobre au 14 février. En septembre 2020, un plan inter-départemental de protection des forêts contre les incendies (PidPFCI) a été adopté pour la période 2019-2029,.
Les mouvements de terrains susceptibles de se produire sur la commune sont des tassements différentiels. Le retrait-gonflement des sols argileux est susceptible d'engendrer des dommages importants aux bâtiments en cas d’alternance de périodes de sécheresse et de pluie. 34,2 % de la superficie communale est en aléa moyen ou fort (58,6 % au niveau départemental et 48,5 % au niveau national métropolitain). Depuis le 1er octobre 2020, en application de la loi ÉLAN, différentes contraintes s'imposent aux vendeurs, maîtres d'ouvrages ou constructeurs de biens situés dans une zone classée en aléa moyen ou fort,.
La commune a été reconnue en état de catastrophe naturelle au titre des dommages causés par la sécheresse en 1989 et 1992 et par des mouvements de terrain en 1999.

## Toponymie

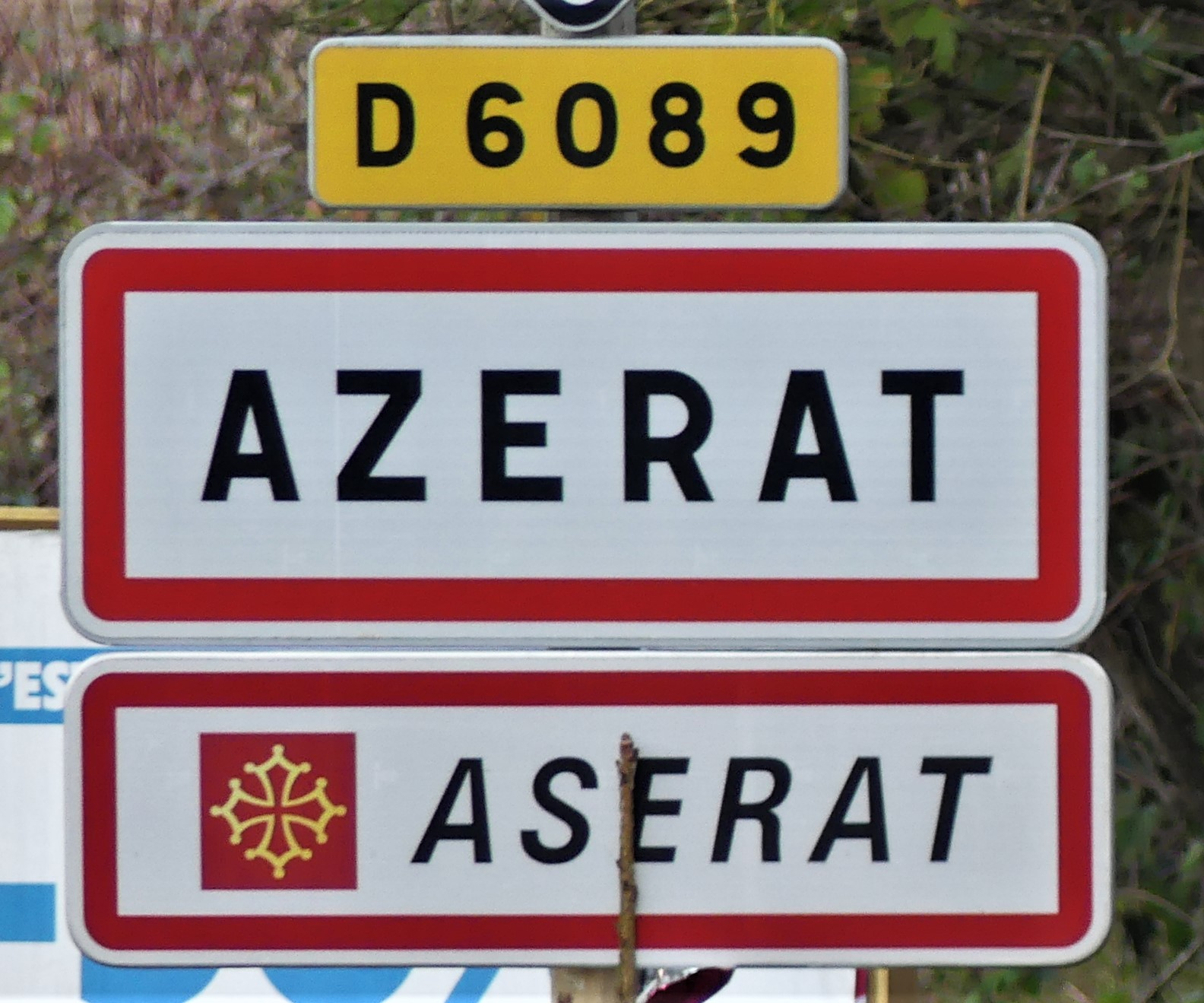
Panneau d'entrée à Azerat en français et en occitan.

Le nom de la localité est attesté sous la forme Azerat et en latin Aseracum  en 1365. Les premières mentions écrites connues du lieu remontent au XIVe siècle sous les formes Aseracum et Azaracum, suivies au siècle suivant d'Asseracum.
Le nom de la commune vient du nom d'un personnage gallo-roman, Acer suivi du suffixe -acum, correspondant au « domaine d'Acer ».
En occitan, la commune porte le nom d'Aserat,.

## Histoire

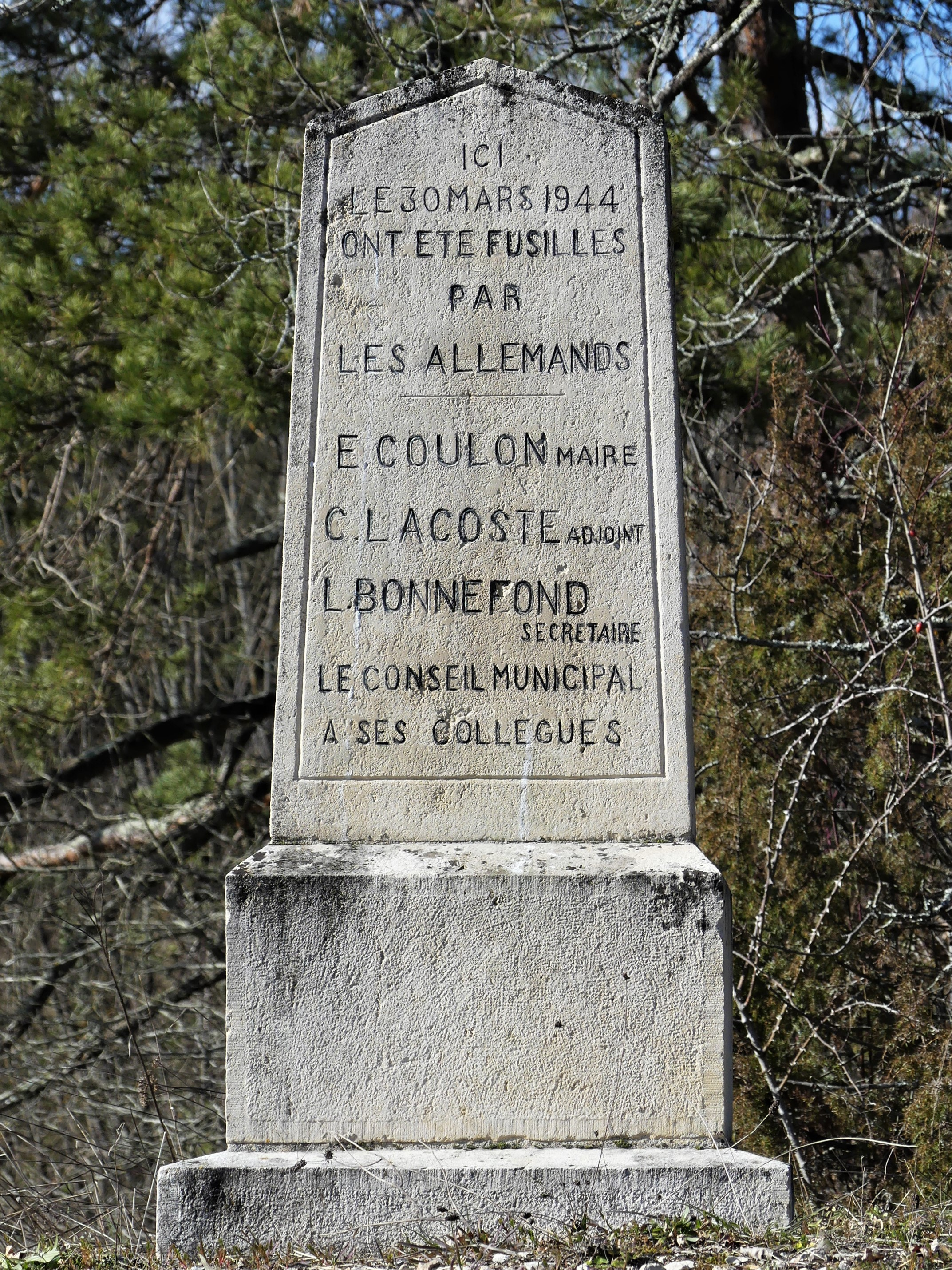
Stèle à Saint-Rabier sur le lieu d'exécution du maire d'Azerat, de son adjoint et du secrétaire de mairie.

Le village est situé sur le trajet d'une ancienne voie romaine.
La construction de la chapelle Notre-Dame-de-Bonne-Espérance date du XIIIe siècle.
Au Moyen Âge, le lieu était un repaire noble dépendant de la châtellenie de Hautefort.
Ancienne paroisse du diocèse de Périgueux, la commune d'Azerat est créée dans les premières années de la Révolution française.
Lors de la Seconde Guerre mondiale, le 30 mars 1944 vers huit heures du matin, un détachement allemand de la division Brehmer investit le bourg d'Azerat et y installe son poste de commandement. Après avoir accusé le maire, son adjoint et le secrétaire de mairie d'avoir aidé la Résistance, les Allemands emmènent les trois hommes deux heures plus tard à deux kilomètres du bourg, route du Cor à Saint-Rabier, et les fusillent. Plus tard dans la journée, ils fusillent trois autres habitants de la commune à la Chauze et à Labouret. Le llendemain, 64 détenus arrêtés à Rouffignac avant l'incendie du bourg sont transférés à Azerat où le résistant juif Pierre Khantine est fusillé. Cinq hommes juifs sont également fusillés à Azerat les 1er et 2 avril.

## Politique et administration

### Rattachements administratifs et électoraux
Dès 1790, la commune d'Azerat est rattachée au canton de Thenon qui dépend du district de Montignac jusqu'en 1795, date de suppression des districts. En 1801, le canton dépend de l'arrondissement de Périgueux.
Dans le cadre de la réforme de 2014 définie par le décret du 21 février 2014, le canton de Thenon disparaît aux élections départementales de mars 2015. La commune est alors rattachée électoralement au canton du Haut-Périgord Noir.
En 2017, Azerat est rattachée à l'arrondissement de Sarlat-la-Canéda,.
Pour les élections législatives, la commune fait partie de la quatrième circonscription de la Dordogne.

### Intercommunalité
Fin 2002, Azerat intègre dès sa création la communauté de communes Causses et Vézère. Celle-ci est dissoute au 31 décembre 2013 et remplacée au 1er janvier 2014 par la communauté de communes du Terrassonnais en Périgord noir Thenon Hautefort, renommée communauté de communes Terrassonnais Haut Périgord Noir en octobre 2021.

### Administration municipale
La population de la commune étant comprise entre 100 et 499 habitants au recensement de 2017, onze conseillers municipaux ont été élus en 2020,.

### Liste des maires
| Période                                  | Période        | Identité                  | Étiquette | Qualité                                                |
| ---------------------------------------- | -------------- | ------------------------- | --------- | ------------------------------------------------------ |
| Les données manquantes sont à compléter. |                |                           |           |                                                        |
|                                          |                |                           |           |                                                        |
|                                          | mars 1944      | Émile Coulon              |           |                                                        |
| 1945                                     | 1982           | Robert Lacoste            | PS        | Député (1945-1958 puis 1962-1967) Sénateur (1971-1980) |
|                                          |                | Guy Bonnelie              |           |                                                        |
| juin 1995                                | septembre 2014 | Claude Claret de Fleurieu | SE        | Retraité                                               |
| septembre 2014 (réélue en mai 2020)      | En cours       | Josiane Léviski           |           | Institutrice à la retraite                             |

## Équipements et services publics

### Enseignement
En 2023, la commune possède une école primaire publique.

### Justice
Dans le domaine judiciaire, Azerat relève : 
- du tribunal judiciaire, du tribunal pour enfants, du conseil de prud'hommes et du tribunal de commerce de Périgueux ;
- du pôle Nationalité du tribunal judiciaire de Périgueux (compétent uniquement dans le domaine de la nationalité) ;
- de la cour d'appel, de la cour administrative d'appel et du tribunal administratif de Bordeaux.

### Sécurité
Pour la sécurité, la commune dépend de la brigade de gendarmerie de Thenon.

## Population et société

### Démographie
Les habitants sont nommés les Azeracois.
L'évolution du nombre d'habitants est connue à travers les recensements de la population effectués dans la commune depuis 1793. Pour les communes de moins de 10 000 habitants, une enquête de recensement portant sur toute la population est réalisée tous les cinq ans, les populations de référence des années intermédiaires étant quant à elles estimées par interpolation ou extrapolation. Pour la commune, le premier recensement exhaustif entrant dans le cadre du nouveau dispositif a été réalisé en 2008.

En 2022, la commune comptait 449 habitants, en évolution de +0,9 % par rapport à 2016 (Dordogne : +0,37 %, France hors Mayotte : +2,11 %).
| 1793  | 1800  | 1806  | 1821  | 1831  | 1836  | 1841  | 1846  | 1851  |
| ----- | ----- | ----- | ----- | ----- | ----- | ----- | ----- | ----- |
| 1 208 | 1 163 | 1 205 | 1 310 | 1 364 | 1 320 | 1 339 | 1 363 | 1 384 |

| 1856  | 1861  | 1866  | 1872  | 1876  | 1881  | 1886  | 1891  | 1896  |
| ----- | ----- | ----- | ----- | ----- | ----- | ----- | ----- | ----- |
| 1 410 | 1 352 | 1 340 | 1 284 | 1 329 | 1 434 | 1 195 | 1 059 | 1 037 |

| 1901  | 1906  | 1911 | 1921 | 1926 | 1931 | 1936 | 1946 | 1954 |
| ----- | ----- | ---- | ---- | ---- | ---- | ---- | ---- | ---- |
| 1 016 | 1 004 | 930  | 807  | 780  | 726  | 682  | 633  | 572  |

| 1962 | 1968 | 1975 | 1982 | 1990 | 1999 | 2006 | 2008 | 2013 |
| ---- | ---- | ---- | ---- | ---- | ---- | ---- | ---- | ---- |
| 509  | 495  | 454  | 419  | 407  | 409  | 421  | 424  | 437  |

| 2018 | 2022 | - | - | - | - | - | - | - |
| ---- | ---- | - | - | - | - | - | - | - |
| 438  | 449  | - | - | - | - | - | - | - |

### Manifestations culturelles et festivités
- Fête locale le 15 août[75].

## Économie

### Emploi
En 2021, parmi la population communale comprise entre 15 et 64 ans, les actifs représentent 176 personnes, soit 40,6 % de la population municipale. Le nombre de chômeurs (22) a diminué par rapport à 2015 (27) et le taux de chômage de cette population active s'établit à 12,4 %.

### Activités hors agriculture

#### Secteurs d'activités
35 établissements marchands non agricoles sont économiquement actifs en 2021 à Azerat,.
| Secteur d'activité                                                                                        | Commune | Commune | Département |
| Secteur d'activité                                                                                        | Nombre  | %       | %           |
| --- | ------- | ------- | ----------- |
| Ensemble                                                                                                  | 35      |         |             |
| Industrie manufacturière, industries extractives et autres                                                | 5       | 14,3 %  | (8,4 %)     |
| Construction                                                                                              | 7       | 20 %    | (13,4 %)    |
| Commerce de gros et de détail, transports, hébergement et restauration                                    | 11      | 31,4 %  | (28,2 %)    |
| Information et communication                                                                              | 0       | 0,0 %   | (1,8 %)     |
| Activités financières et d'assurance                                                                      | 0       | 0,0 %   | (3,6 %)     |
| Activités immobilières                                                                                    | 3       | 8,6 %   | (6,7 %)     |
| Activités spécialisées, scientifiques et techniques et activités de services administratifs et de soutien | 4       | 11,4 %  | (15 %)      |
| Administration publique, enseignement, santé humaine et action sociale                                    | 2       | 5,7 %   | (12,8 %)    |
| Autres activités de services                                                                              | 3       | 8,6 %   | (10,1 %)    |

Le secteur du commerce de gros et de détail, des transports, de l'hébergement et de la restauration est prépondérant sur la commune puisqu'il représente 31,4 % du nombre total d'établissements de la commune (11 sur les 35 entreprises implantées  à Azerat), contre 28,2 % au niveau départemental.

#### Entreprises et commerces
Les deux entreprises ayant leur siège social sur le territoire communal qui ont généré le plus de chiffre d'affaires en 2022 sont : 
- SARL TCTP, travaux de terrassement spécialisés ou de grande masse (1 818 k€) ;
- Alsa, promotion immobilière de logements (224 k€).

### Agriculture
La commune est dans le « Périgord Blanc », une petite région agricole dans le département de la Dordogne. En 2020, l'orientation technico-économique de l'agriculture  sur la commune est la polyculture et/ou le polyélevage. 
|               | 1988  | 2000  | 2010 | 2020 |
| ------------- | ----- | ----- | ---- | ---- |
| Exploitations | 42    | 33    | 24   | 15   |
| SAU (ha)      | 1 043 | 1 019 | 921  | 875  |

Le nombre d'exploitations agricoles en activité et ayant leur siège dans la commune est passé de 42 lors du recensement agricole de 1988 à 33 en 2000 puis à 24 en 2010 et enfin à 15 en 2020, soit une baisse de 64 % en 32 ans. Le même mouvement est observé à l'échelle du département qui a perdu pendant cette période 60 % de ses exploitations (passant de 15 825 à 6 328),. La surface agricole utilisée sur la commune a également diminué, passant de 1 043 ha en 1988 à 875 ha en 2020. Parallèlement la surface agricole utilisée moyenne par exploitation a augmenté, passant de 25 à 58 ha.

## Culture locale et patrimoine

### Lieux et monuments

#### Patrimoine civil
- Château d'Azerat du Moyen Âge et du XVIIIe siècle qui abrite la mairie[84],[85].
- Ruines du château de Nimeyrolles[86].
- Château de la Vigerie du XVIIe siècle[87].
- Viaduc du Douime de l'autoroute A89.
- Grottes.

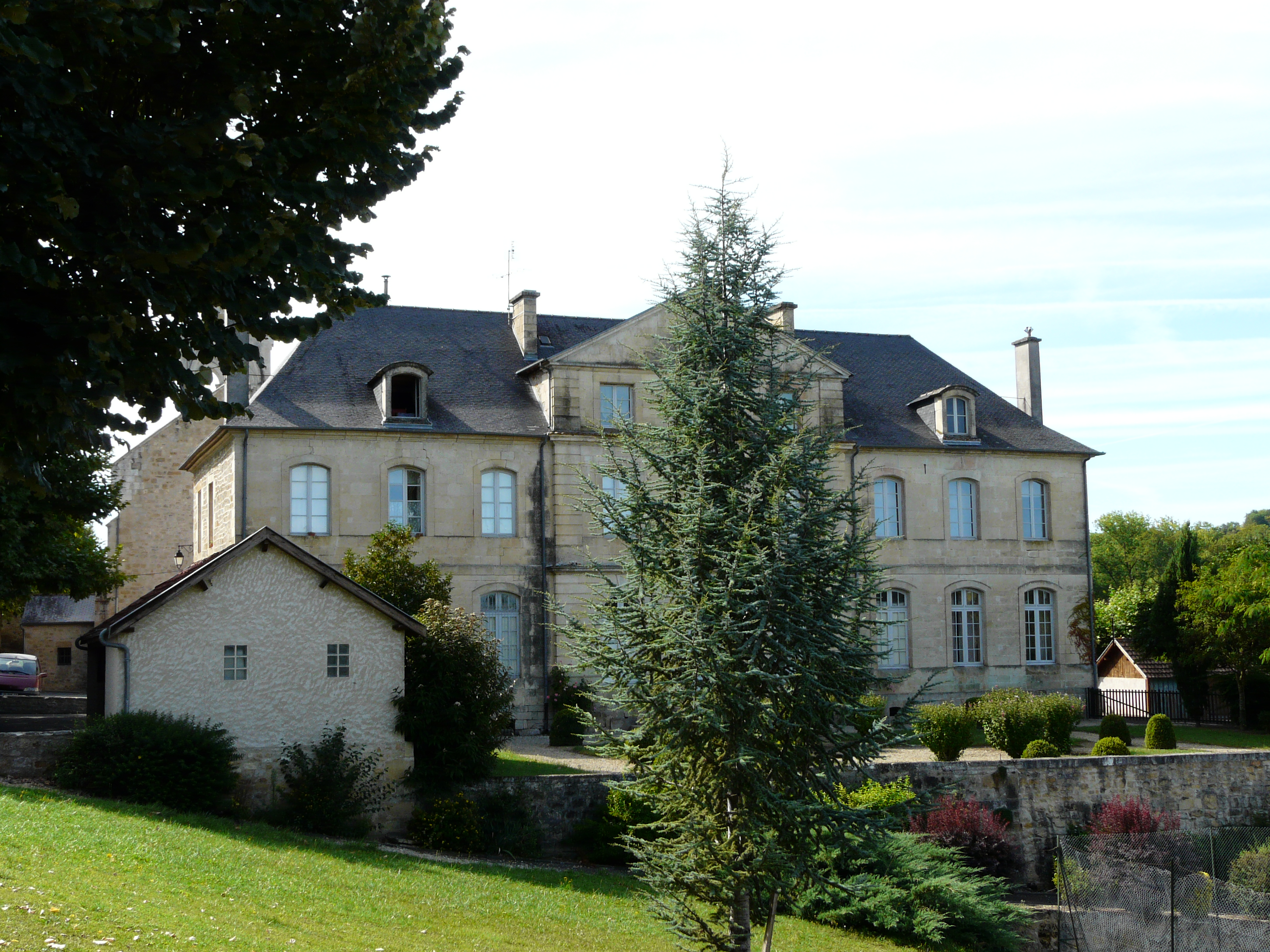
La façade orientale du château d'Azerat.
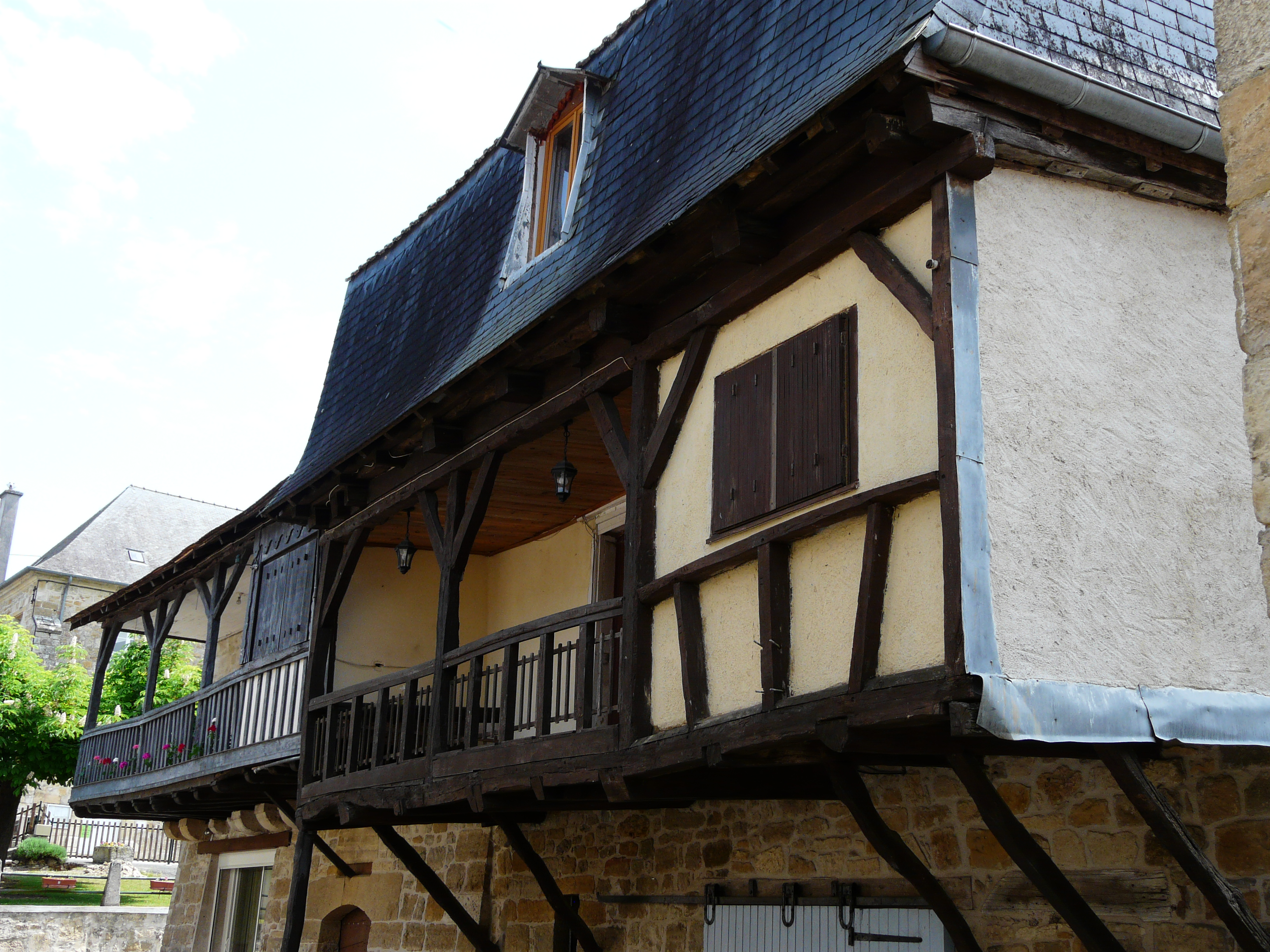
Balcons dans le bourg d'Azerat.
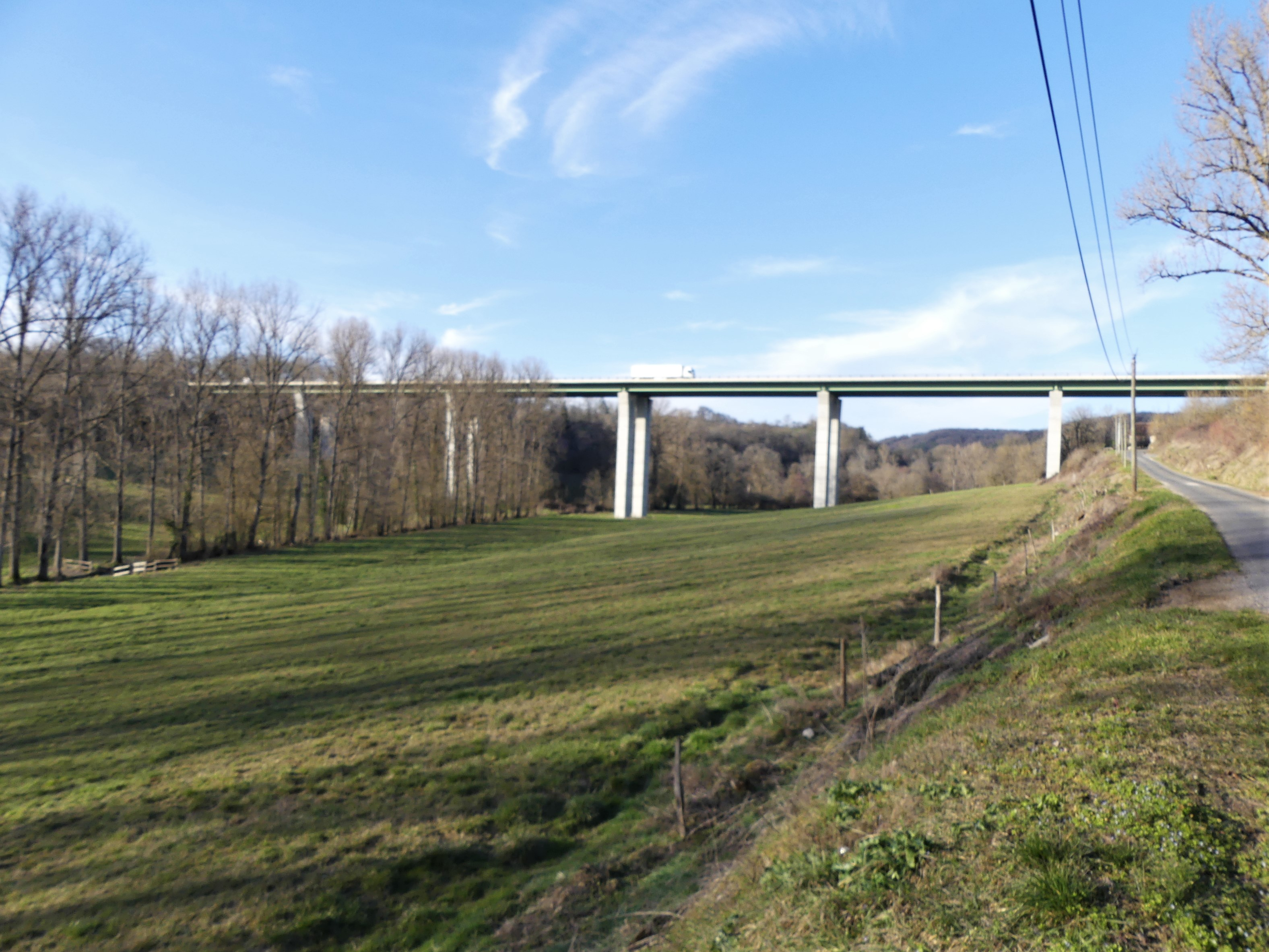
Le viaduc autoroutier franchit la vallée du Douime.
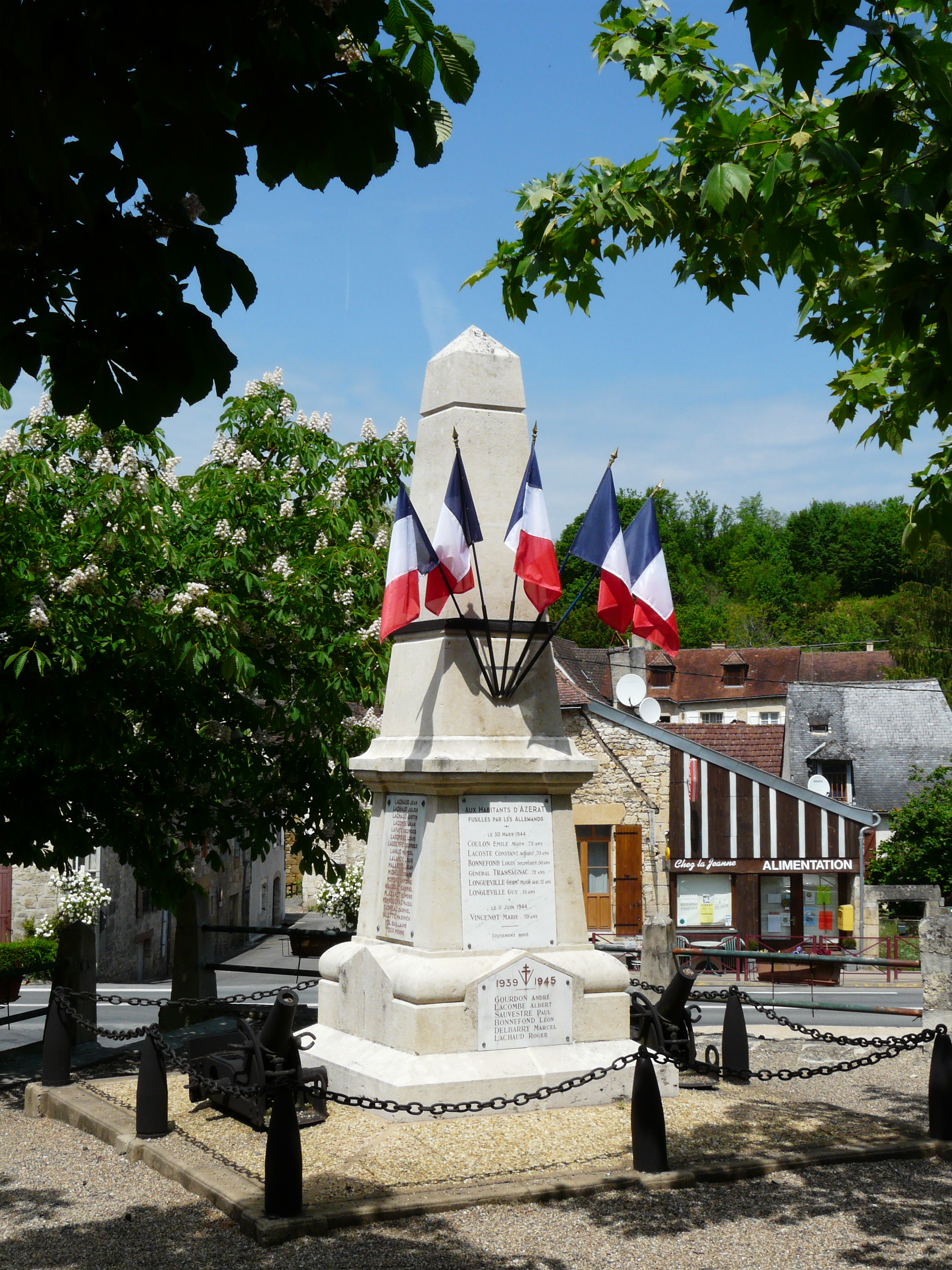
Le monument aux morts.
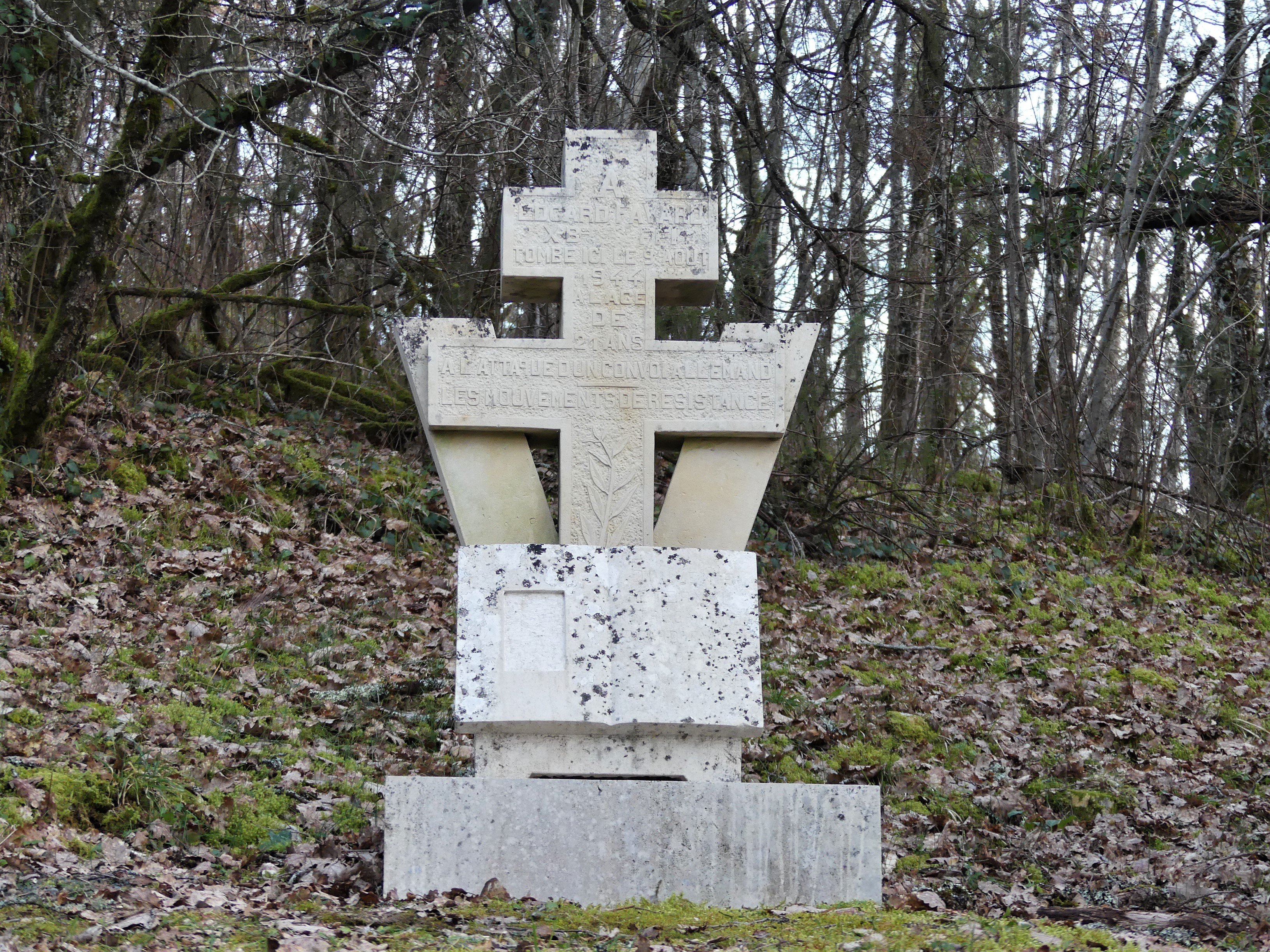
En bordure de la RD 6089, stèle à la mémoire d'un résistant mort le 9 août 1944.

#### Patrimoine religieux
- Église Notre-Dame-de-l'Assomption du XIXe siècle, anciennement église Saint-Martin[88], avec son clocher-mur.
- Chapelle Notre-Dame-de-Bonne-Espérance, du XIIIe siècle, modifiée du XVe au XIXe siècle, inscrite au titre des monuments historiques en 1948[57]
- Source bénédictine[réf. nécessaire].

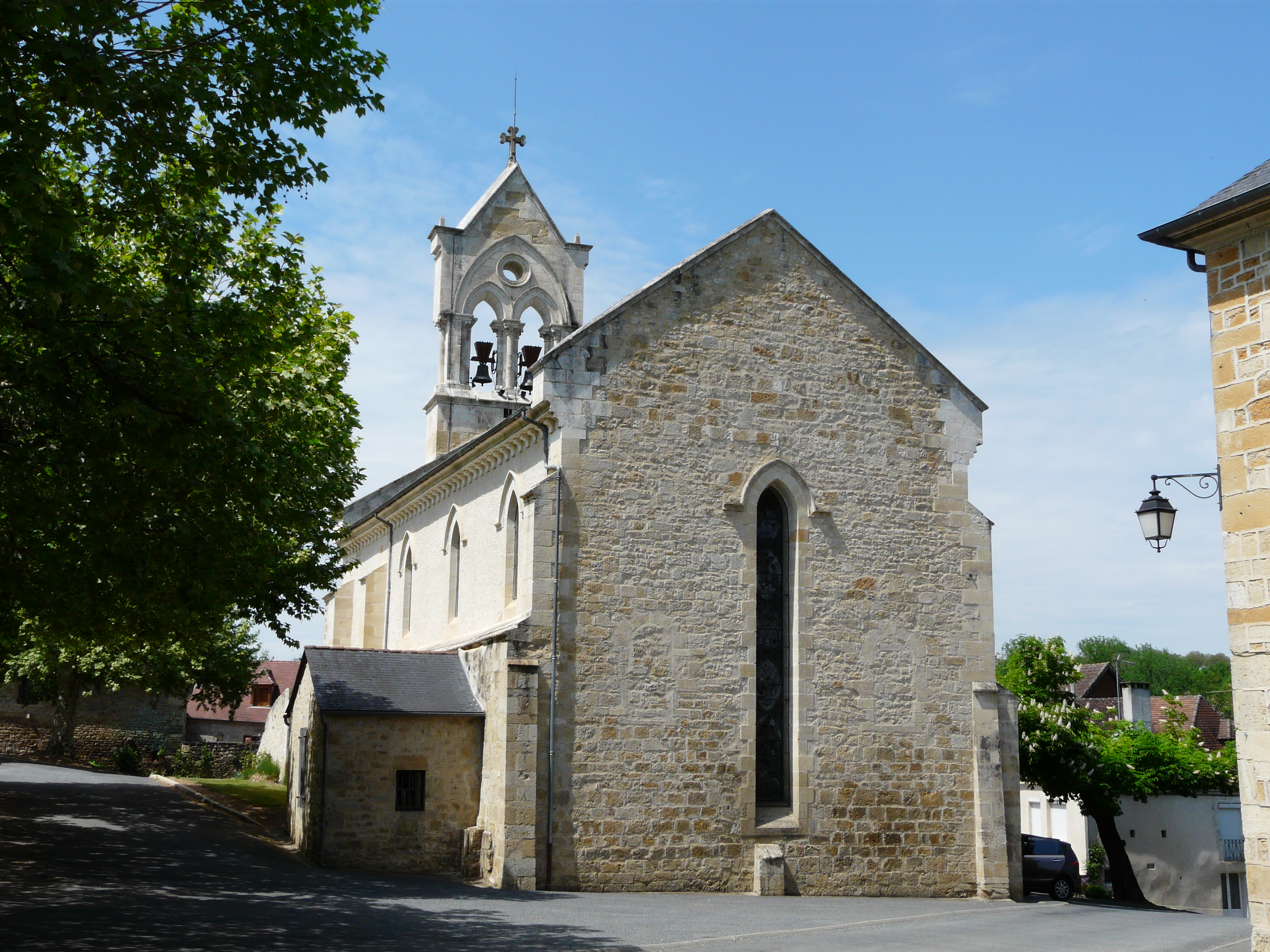
L'église Notre-Dame-de-l'Assomption.
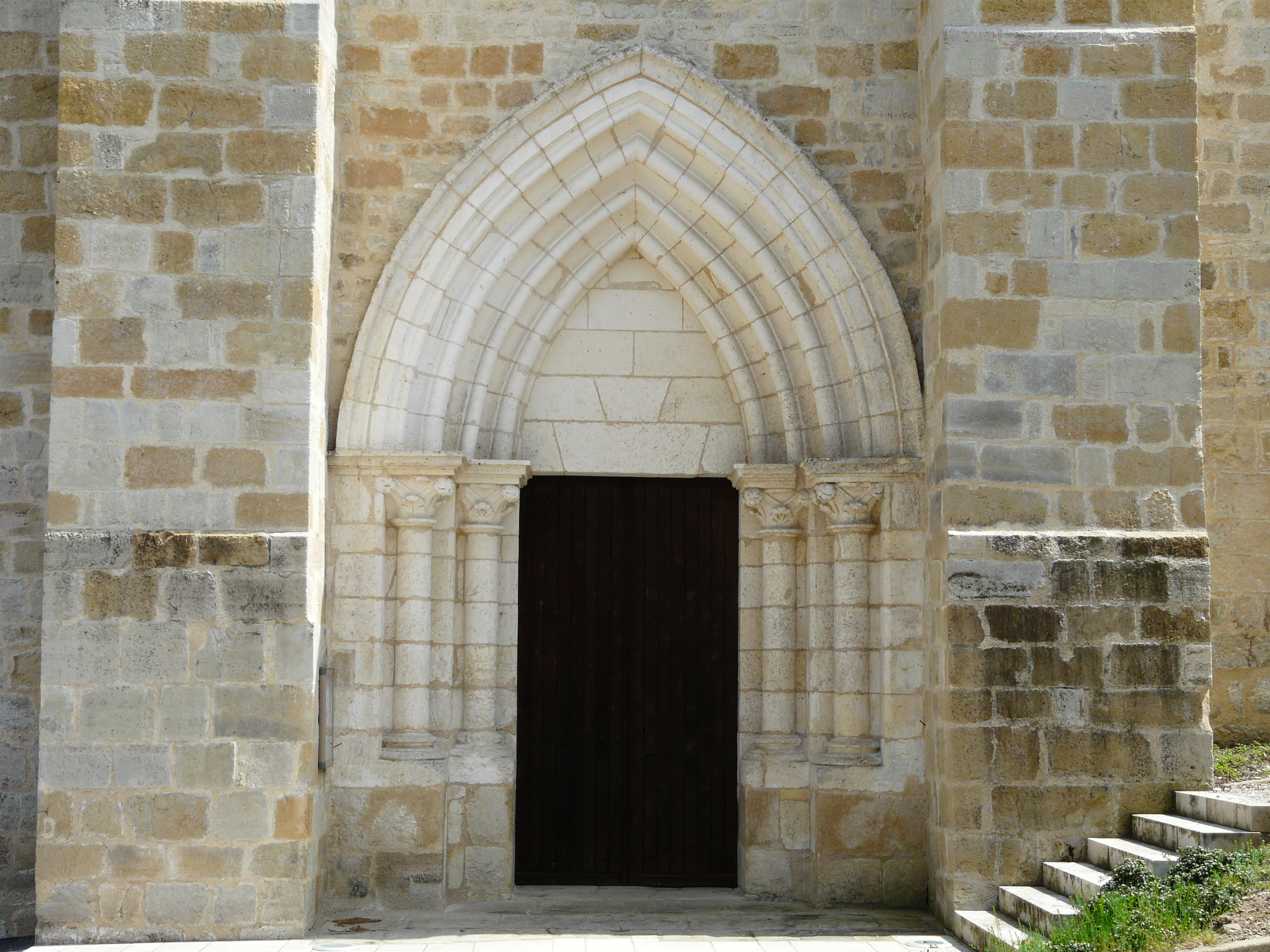
Son portail.
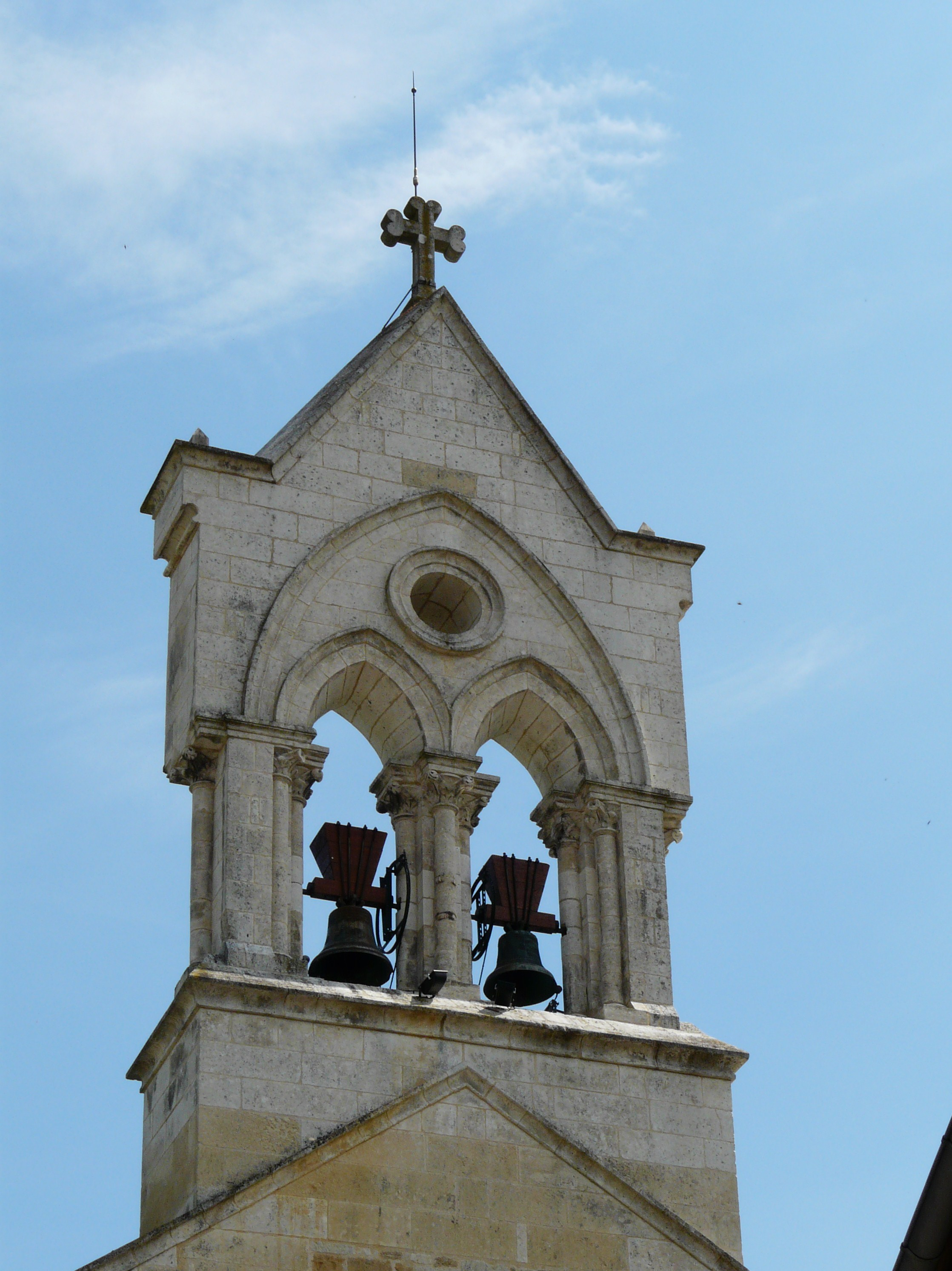
Son clocher-mur.
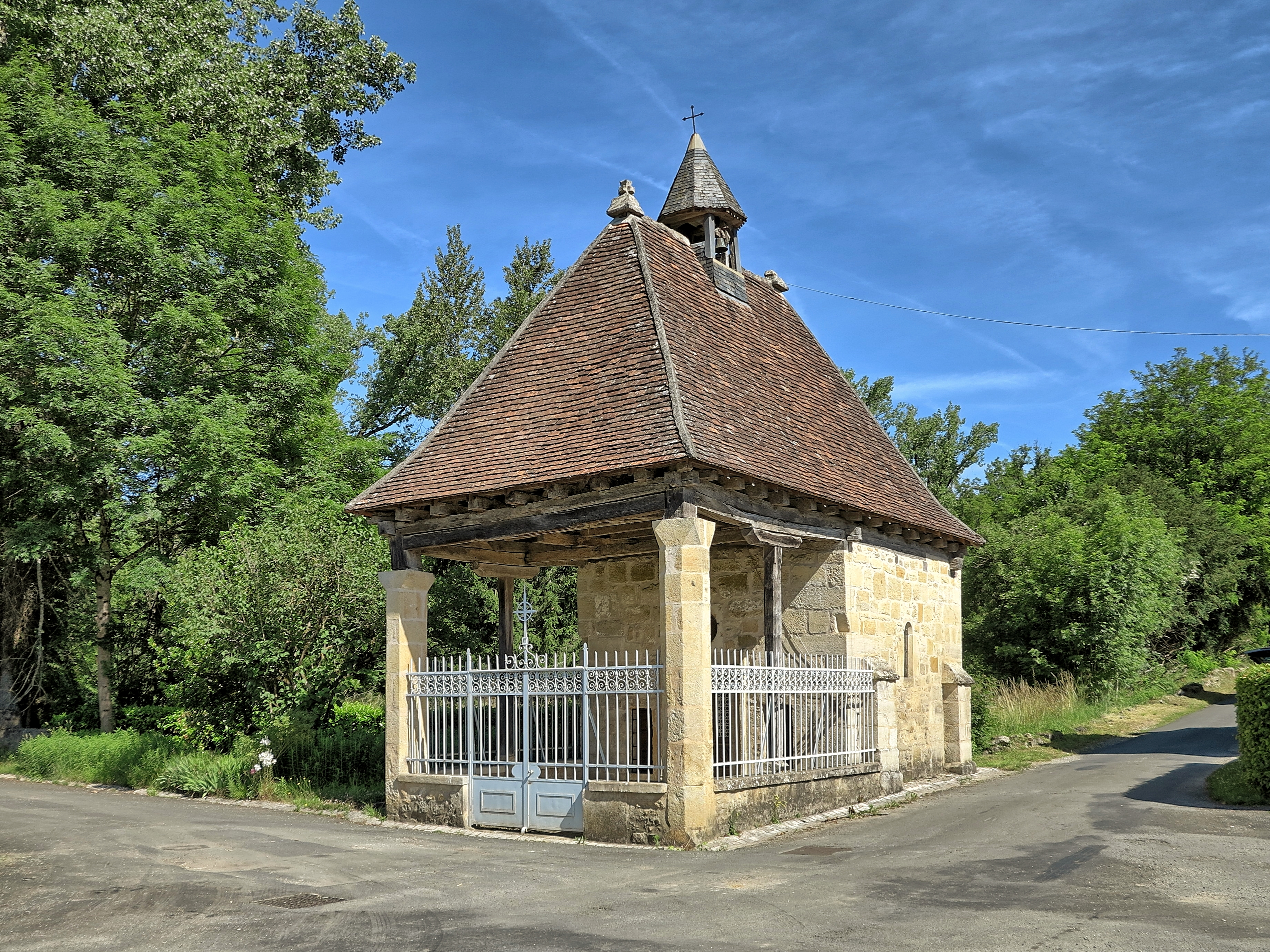
La chapelle Notre-Dame-de-Bonne-Espérance.
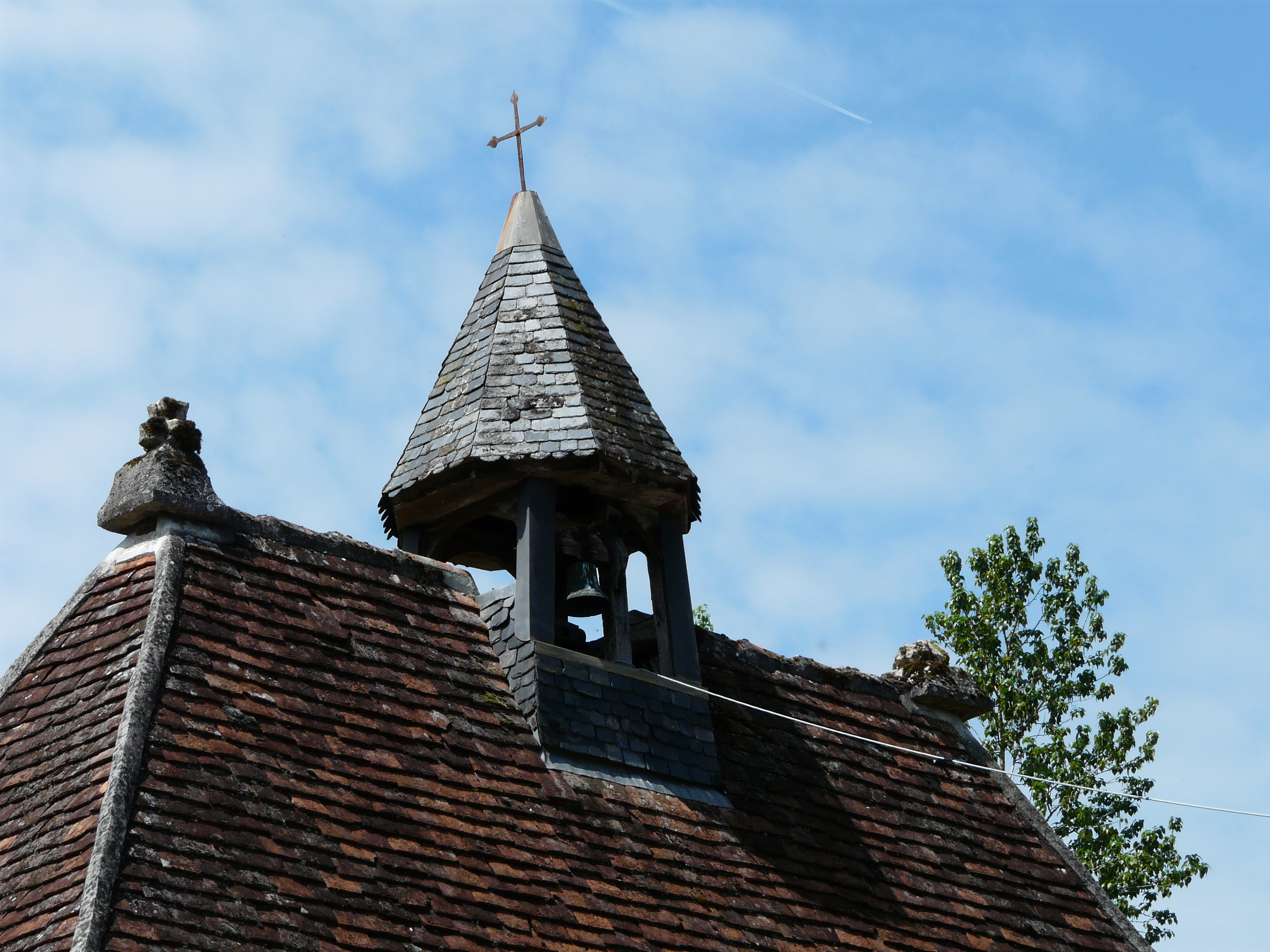
Le clocheton de la chapelle.
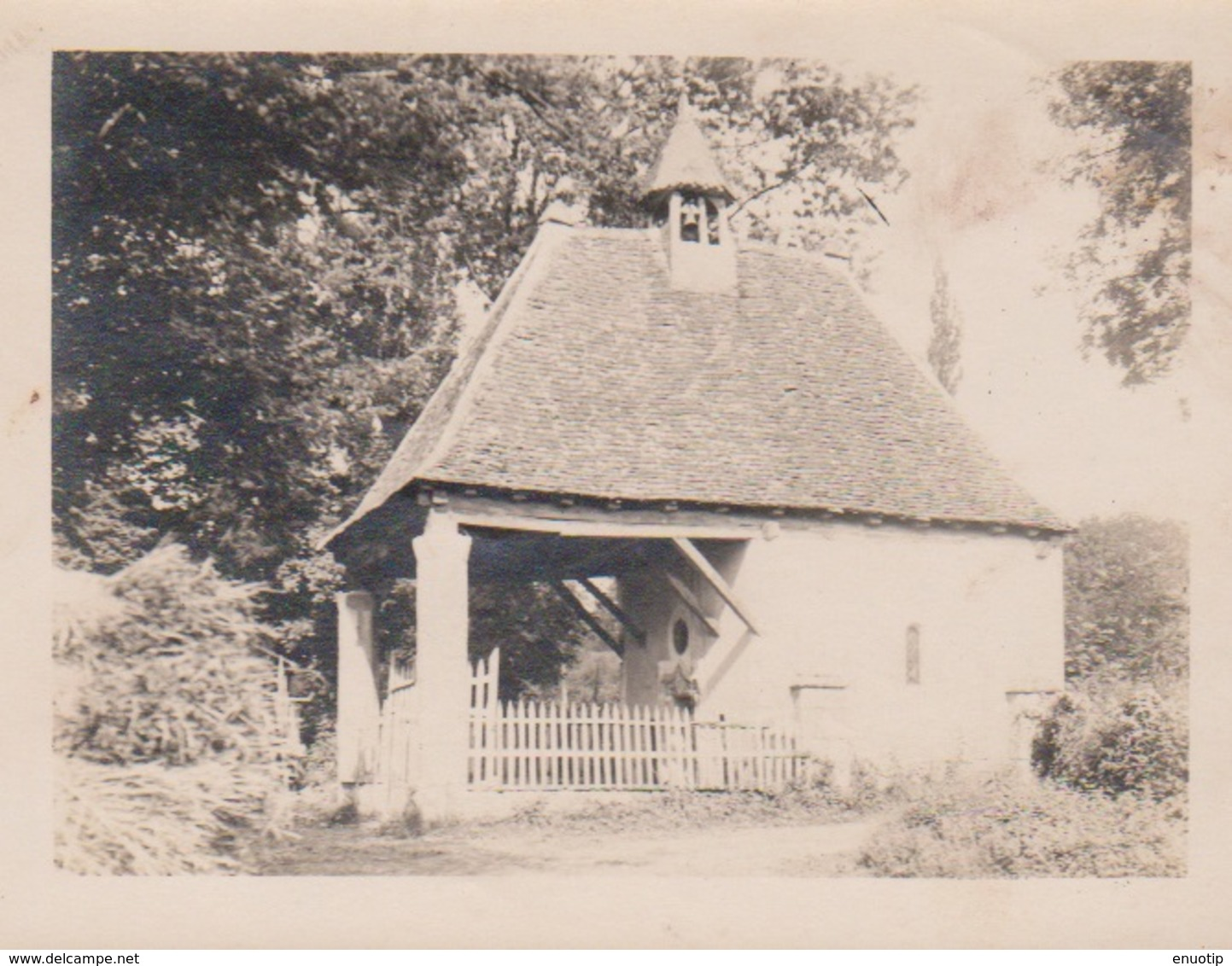
La chapelle en 1900 avant l'installation des piédroits de soutien.

### Patrimoine naturel
Le réseau Natura 2000 distingue les grottes d'Azerat comme site important pour la préservation de six espèces de chauves-souris et notamment du Grand murin (myotis myotis) et du Petit murin (myotis blythii) qui s'y reproduisent. C'est également un site d'hivernage du Grand murin, du Grand rhinolophe (Rhinolophus ferrumequinum) et du Petit rhinolophe (Rhinolophus hipposideros).

### Personnalités liées à la commune
- Léon Faure (1866-1951), né le 12 décembre 1866 à Azerat, industriel français et conseiller technique de Mustafa Kemal Atatürk.
- Maurice Faure (1922-2014), né le 2 janvier 1922 à Azerat, résistant et homme politique français[90]
- Robert Lacoste (1898-1989), né le 5 juillet 1898 à Azerat, homme politique français[91]
- Pierre Khantine (1915-1944), résistant français, fusillé dans le cimetière d'Azerat.

## Pour approfondir